# 那珂川町立馬頭東中学校
那珂川町立馬頭東中学校（なかがわちょうりつ ばとうひがしちゅうがっこう）は、栃木県那須郡那珂川町大山田下郷にあった公立中学校。

## 概要
略称は、「東中」または「馬東（ばひがし）」であった。馬頭町の2中学校（大山田・大内）が統合されて1981年（昭和56年）4月に開校したが、少子化のため、那珂川町立馬頭中学校に統合される形で、2008年（平成20年）3月をもって閉校となった。
2002年度入学生から、生徒数の減少に伴い、2クラス制から1クラス制となった。2004年（平成16年）3月の卒業式が、2クラス最後の卒業式となった。緑化コンクールでは1993年、2000年、2002年と3度受賞しており、2002年度は内閣総理大臣賞を受賞した。緑の少年団が1991年（平成3年）から結成されていた。

## 沿革
- 1981年4月 - 馬頭町立馬頭東中学校として開校。
- 1982年
  - 1月 - 体育館完成
  - 5月 - 校歌、校章制定
- 1991年4月 - 緑の少年団結成
- 2005年10月 - 合併により那珂川町立馬頭東中学校となる。
- 2008年3月 - 閉校

## 学校生活
他校と違い、普段はジャージで過ごすことが多かった。制服を着るのは、水曜日の朝礼や行事、文化祭、終業式の時であった。また、朝7時半からの30分間の朝練（走りこみ）も同じ地区にある他校では見られなかった。

## 進路
進路先としては、地元の栃木県立馬頭高等学校、栃木県立烏山高等学校、栃木県立烏山女子高等学校、栃木県立大田原高等学校、栃木県立大田原女子高等学校等が多かった。